# Le Mémorial des Judéo-Espagnols déportés de France
Le Mémorial des Judéo-Espagnols déportés de France est un ouvrage collectif publié en 2019 par l’association Muestros Dezaparesidos. Il dresse la liste des 5300 Judéo-Espagnols déportés depuis la France, ainsi que les morts dans les camps d’internement et les exécutés en France au cours de la Seconde Guerre mondiale, entre mars 1942 et juillet 1944. 

## Sommaire
L'ouvrage, préfacé par Serge Klarsfeld, établit un bilan détaillé de cette déportation et permet de mesurer l’ampleur de la catastrophe qui a frappé les Judéo-Espagnols sur l'ensemble du territoire national. La liste des 5300 déportés est complétée par une partie historique constituée des chapitres suivants :
- « Les mondes judéo-espagnols entre Empires et Nations », par Henriette Asséo,
- « Illusions et désillusions françaises », par Xavier Rothéa et Annie Bellaïche Cohen,
- « La question de la nationalité et la politique des pays neutres », par Corry Guttstadt,
- « Engagements, Résistances », par Muriel Flicoteaux et Sabi Soulam,
- « Au lendemain de la guerre », par Annie Bellaïche Cohen, Xavier Rothéa, Henriette Asséo, Muriel Flicoteaux.

## Genèse

### Contexte historique
Au début de l’Occupation allemande en 1940, il y a environ 35 000 Judéo-Espagnols en France. La majeure partie a émigré des territoires issus de l’ancien Empire ottoman, des États des Balkans, du Levant et de régions de l’Empire austro-hongrois. Par le maintien de leur langue, le judéo-espagnol ou djudezmo, conservée depuis l’expulsion des territoires ibériques, comme par le maintien de traditions et d’une histoire commune, ils relèvent d’une culture à part entière. Établis sur tout le territoire, ils forment des communautés dynamiques sur les plans culturel et associatif tout en participant à la vie publique française. Entre mars 1942 et juillet 1944, plus de 5300 d'entre eux, hommes, femmes et enfants, sont arrêtés par les Allemands et la police du régime de Vichy et déportés, très peu en reviennent. Mais pendant longtemps leur sort n’est pas perçu comme une histoire spécifique, il demeure l’un des chapitres inexplorés de la Shoah.

### Maîtrise de l'ouvrage
L’association Muestros Dezaparesidos est créée en 2009 par sept associations judéo-espagnoles. Elle a pour président d’honneur le professeur Haïm Vidal Séphiha jusqu’à son décès en décembre 2019.

### Rédaction
La rédaction du Mémorial s’inscrit dans la suite des travaux de Haïm Vidal Séphiha et notamment de son livre L’agonie des Judéo-Espagnols (1977) et surtout poursuit le travail entrepris pour la reconnaissance de la déportation des Judéo-Espagnols d’Europe grâce au travail de l’association JEAA qu’il a créée avec Michel Azaria pour la mise en place d’une plaque commémorative en judéo-espagnol à Birkenau, initiative qui se réalise en 2003 en présence de Simone Veil.  
Une liste des Judéo-Espagnols déportés est établie en s’inspirant des travaux de Serge Klarsfeld et de son Mémorial de la déportation des Juifs de France (2012). Une partie historique est ajoutée à la liste des déportés pour expliquer l'origine et l’originalité de leur culture. Ce travail se fait en partenariat avec le Mémorial de la Shoah et avec le soutien de la Fondation pour la Mémoire de la Shoah.
Le Mémorial est le résultat de plus de dix années de travail mené par le comité de rédaction appuyé par un groupe de bénévoles, de chercheurs et d’historiens. Ce travail collectif, reposant sur la collecte de témoignages et le dépouillement de fonds d’archives, permet de reconstituer la liste des 5 300 personnes déportées de France, ainsi que celles des fusillés et des morts dans les camps d’internement français. Il contient aussi la biographie de plus de quatre-vingt déportés, complétés par des témoignages en français et en djudezmo. Il retrace également le destin des engagés volontaires ainsi que celui des résistants. Les témoignages recueillis sont déposés au Mémorial de la Shoah où ils sont consultables, ainsi que les documents transmis.
Le livre comporte une bibliographie dont les mémoires et récits autobiographiques.

## Distinction
L'ouvrage reçoit, le 11 mars 2020, le prix du livre d’Histoire de la Fondation Ernest et Claire Heilbronn.